# مزرعه کوچک
مزرعه کوچک یک مجموعه تلویزیونی محصول سال ۱۳۸۳ به کارگردانی سیروس مقدم، نویسندگی الله گل پری، آرش اسبالان و تهیه‌کنندگی مهناز میرجهانگیری، علی لدنی می‌باشد که در سال ۱۳۸۴ از شبکه یک پخش شد. این مجموعه در ۲۶ قسمت ۴۰ دقیقه‌ای تهیه شده‌است.

## بازیگران
- کیهان ملکی در نقش امیر
- پونه حاج‌محمدی در نقش پونه
- حمیدرضا کوهستانی در نقش سینا
- کیومرث ملک مطیعی
- حسین توشه
- فرشید زارعی‌فرد
- زهره حمیدی
- ایرج راد
- مهری ودادیان
- ملیحه نظری
- مهران رجبی